# Pateu
Pateul este un preparat culinar din aluat cu unt așezat în foi și umplut cu brânzeturi, carne sau ciuperci.